# 24 Batalion Ochrony Pogranicza
Samodzielny Batalion Ochrony Pogranicza nr 24 – samodzielny pododdział Wojsk Ochrony Pogranicza.

## Formowanie i zmiany organizacyjne
Na podstawie rozkazu MON nr 055/org. z 20 marca 1948 roku, na bazie Bałtyckiego Oddziału WOP nr 4, sformowano 12 Brygadę Ochrony Pogranicza, a 18 komendę odcinka WOP przemianowano na batalion Ochrony Pogranicza nr 24.
Rozkazem Ministra Obrony Narodowej nr 205/Org. z 4 grudnia 1948 roku, z dniem 1 stycznia 1949, Wojska Ochrony Pogranicza podporządkowano Ministerstwu Bezpieczeństwa Publicznego. Zaopatrzenie batalionu przejęła Komenda Wojewódzka Milicji Obywatelskiej.
Z dniem 1 stycznia 1951 roku, na podstawie rozkazu MBP nr 043/org z 3 czerwca 1950 roku, na bazie 12 Brygady Ochrony Pogranicza, sformowano 15 Brygadę Wojsk Ochrony Pogranicza, a 24 batalion Ochrony Pogranicza przemianowano na 153 batalion WOP.

## Dowódcy batalionu
- kpt. Borgiel Kazimierz (28.08.48-17.01.49)[6]
- p.o. mjr Połownik Henryk (17.01.49-?)[6]

## Struktura organizacyjna
Dyslokacja batalionu przedstawiała się następująco :
- dowództwo batalionu – Ustka
- 86 strażnica – Jarosławiec (Jershof)
- 87 strażnica – Modła
- 88 strażnica – Rowy (Gross Rowe)
- 89 strażnica – Smołdziński Las (Holtzkathen)